# Theophilus ben Ananus

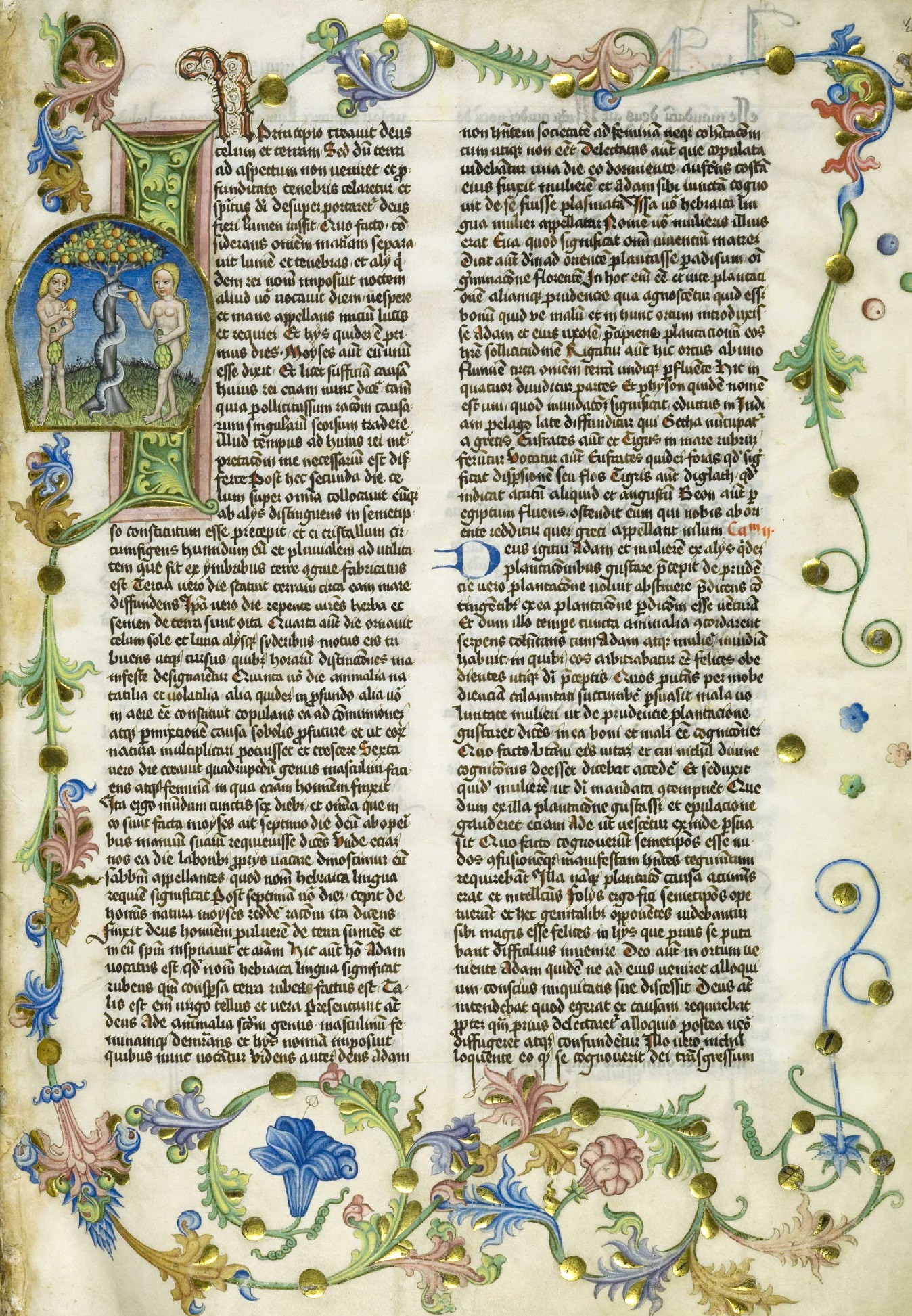
Die meisten Angaben zu Theophilus ben Ananus stammen vom jüdischen Schriftsteller Flavius Josephus, der 93–94 nach Christus seine Geschichte des jüdischen Volkes veröffentlichte. Hier eine lateinische Ausgabe von 1644, siehe Jüdische Altertümer

Theophilus ben Ananus (Hebräisch: תפלוס בר חנן) war ein Jerusalemer Hohepriester.

## Leben und Wirken
Laut den Jüdischen Altertümern, verfasst vom jüdischen Schriftsteller Flavius Josephus zwischen 93 und 94 nach Christus, übte Theophilus ben Ananus dieses Amt von 37 bis 41 nach Christus aus.
Nach Josephus war er Mitglied einer der reichsten und einflussreichsten jüdischen Familien zur Zeit Jesu. Er war ein Sohn des Hannas, laut Josephus Hohepriester in den Jahren von 6 bis 15 nach Christus. 
Theophilus ben Ananus hatte vier Brüder, Eleazar, Jonathan, Matthias und Ananus, die alle auch eine bedeutende Rolle im Jerusalemer Tempel spielten und das Amt des Hohepriesters innehatten. 
Er war der Schwager von Kajaphas. Kajaphas soll laut Neuem Testament maßgeblich an der Verurteilung Jesu von Nazaret beteiligt gewesen sein. Nach Josephus ersetzte Vitellius bei einem dreitägigen Aufenthalt in Jerusalem den herrschenden Hohepriester Jonathan durch Theophilus, seinen Bruder. Auch der Sohn von Theophilus ben Ananus, Matthias, wurde zum Hohepriester ernannt. Matthias war der vorletzte Hohepriester vor der Zerstörung des Jerusalemer Tempels durch die Römer und hatte das Amt von 65 bis 67 inne. Der Tempel wurde während der Amtszeit von Ananus ben Ananus, dem Bruder von Theophilus ben Ananus, zerstört.
Nach einem im Israel Exploration Journal 1984 veröffentlichten Artikel gilt die historische Person Theophilus ben Ananus archäologisch als erwiesen. Es wurde ein Knochenkasten gefunden, der die Inschrift „Johanna Enkelin von Theophilus, Hohepriester“ trägt.
Der Sachbuchautor Richard Anderson behauptet in seinem Buch “Who are Johanna and Theophilus?: The Irony of the Intended Audience of the Gospel of Luke”, der Adressat des Lukas-Evangeliums sei Theophilus ben Ananus gewesen.